# Studio East
Studio East, autrefois nommée Pictobank, est une agence photographique chinoise, née en 2007 à Shanghai, aujourd'hui basée à Hong Kong.
Elle est dirigée par son fondateur, le Français Lucas Schifres, photojournaliste de formation.
En 2017, Pictobank a changé de nom et est devenue Studio East.
Regroupant les services de photographes indépendants expérimentés, Studio East produit en Chine des reportages photographiques clés en main pour les journaux et magazines, ou des photos d'entreprise pour les plus grandes compagnies du monde. Studio East propose aussi sa banque d'images grandissante de photos de Chine sur le marché mondial.